# Cochléaire officinale
Cochlearia officinalis
Espèce
Classification phylogénétique
La cochléaire officinale (Cochlearia officinalis) est une espèce de plantes à fleurs de la famille des Brassicacées.

## Noms
Autres noms communs : cranson officinal, herbe aux cuillères ou herbe aux cuillers.
Voir aussi
- Liste de plantes appelées herbes

## Description
C'est une plante herbacée vivace ou bisannuelle.
Les tiges dressées mesurent de 15 à 30 cm de haut. Les feuilles de la base, longuement pétiolées, sont vert foncé, épaisses et cordées, tandis que les feuilles de la tige sont plus petites et embrassantes. Les fleurs hermaphrodites, d'environ 1 cm de diamètre, sont réunies en grappes et comportent quatre pétales blancs et quatre sépales verts (ces derniers deux fois plus courts que les pétales). Le fruit est une silicule arrondie d'environ 4 à 6 mm de diamètre.

## Utilisation
Comme les autres espèces du genre Cochlearia, les feuilles de la cochléaire officinale sont riches en vitamine C. Les marins avaient l'habitude d'en manger pour prévenir le scorbut, d'où son autre nom d' « herbe au scorbut ». Elle est employée comme antiscorbutique sous forme de suc de plante fraîche.
Elle a un goût âcre et piquant qui rappelle le raifort et elle est parfois ajoutée en petite quantité aux salades.
Les feuilles fraîches écrasées sont utilisées en cataplasme pour guérir les ulcères[réf. nécessaire].
Voir aussi
- Liste des plantes médicinales en vente libre en France
- Liste des plantes à feuilles comestibles

## Habitat
Les cochléaires sont des plantes halophytes, adaptées aux milieux salés. On les retrouvait autrefois surtout au bord de la mer, mais elles colonisent de plus en plus le bord des routes où l'on répand du sel de déglaçage en hiver.

## Répartition
Europe.
Voir aussi
- Flore de l'archipel du Svalbard
- Liste des plantes sauvages de la Belgique

## Statut de protection
En France, l'espèce est protégée dans le Nord-Pas-de-Calais (sur liste rouge).
Elle ne figure pas sur la liste rouge des plantes de Suisse. C'est une néophyte arrivée en Suisse après 1500.

## Détails

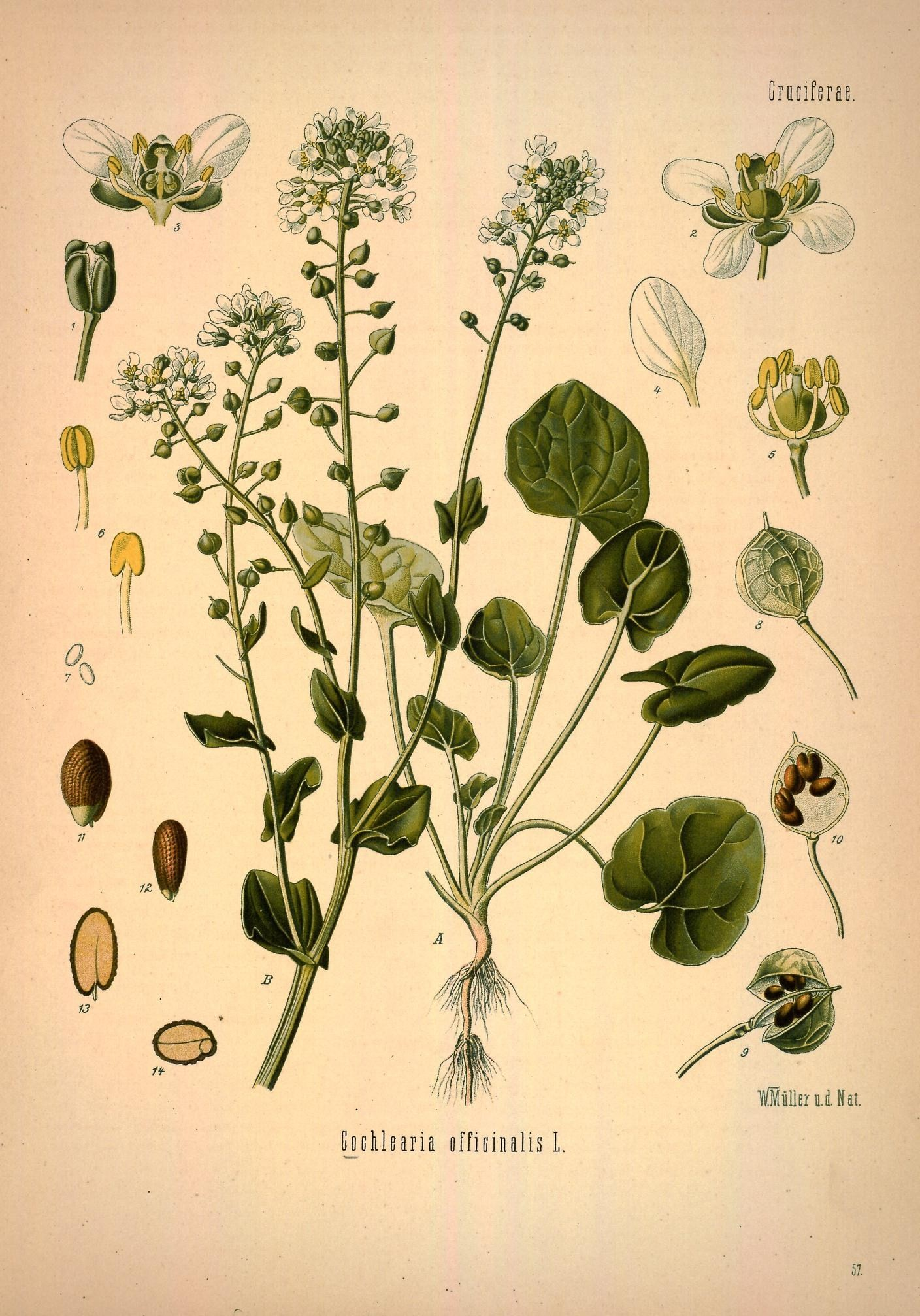
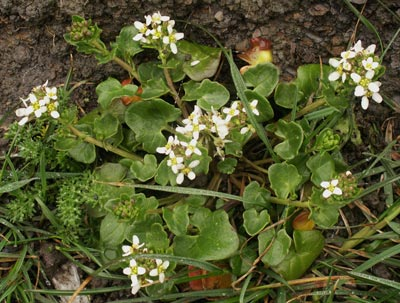
Vue générale de la plante.
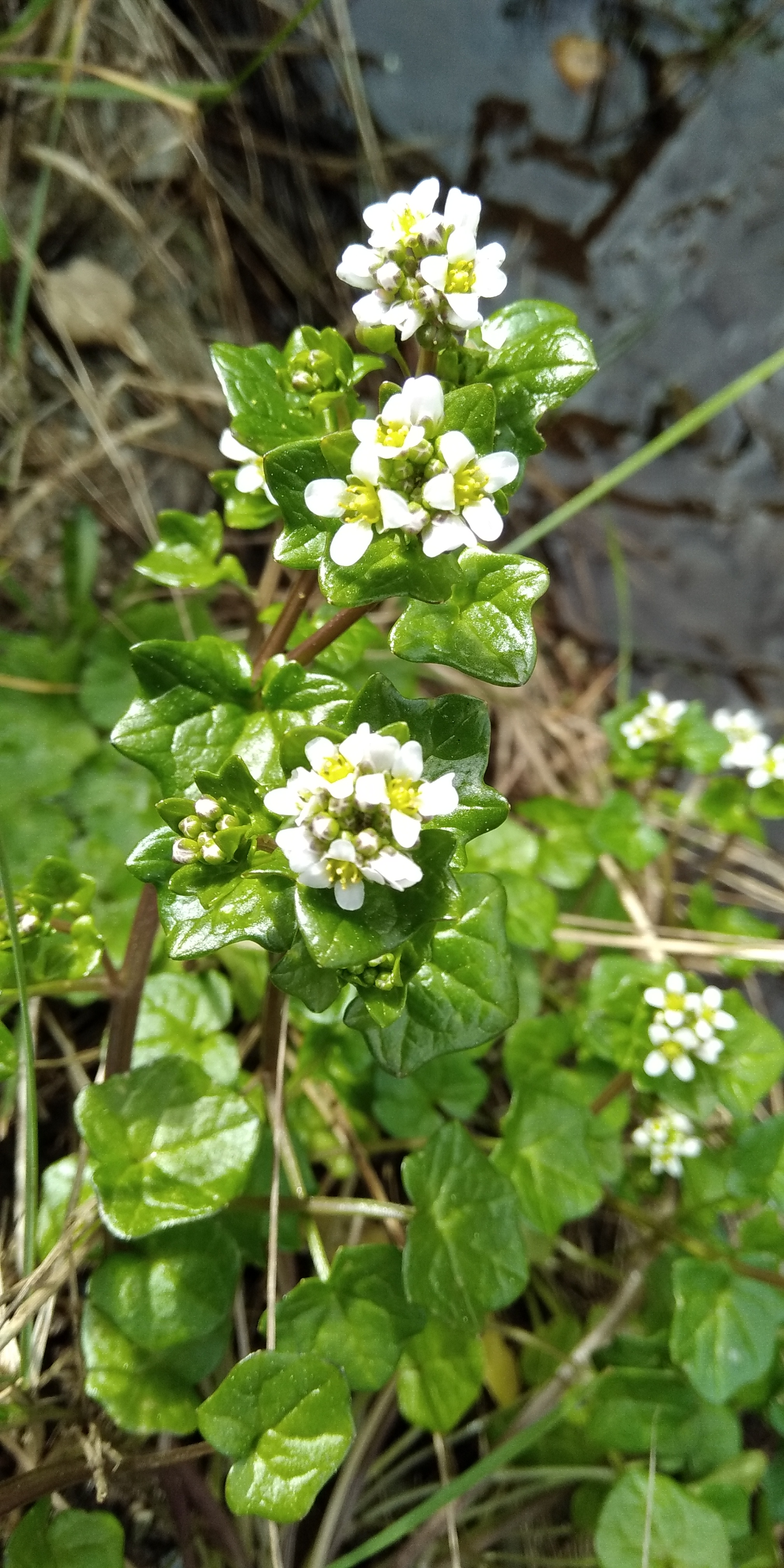
Floraison à Belle-Île-en-Mer en février.
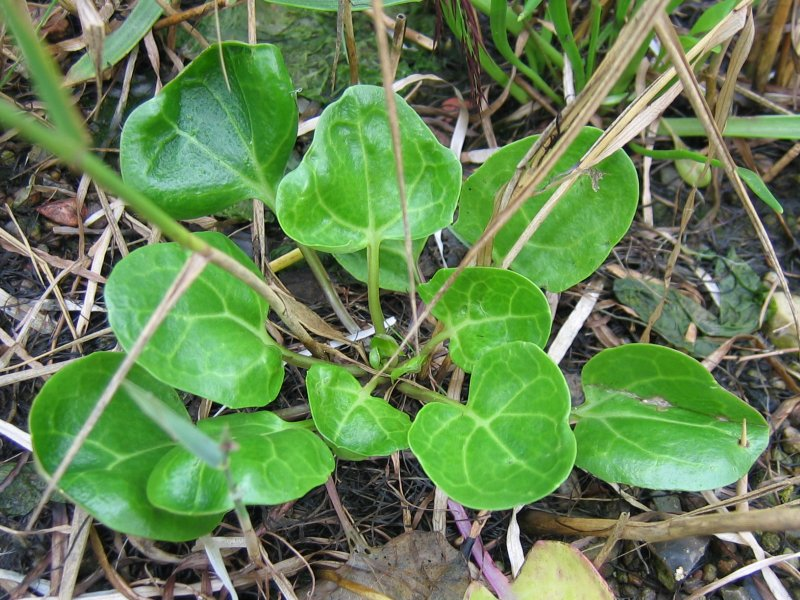
Détail des feuilles.